# Jistebník (Rožmitál na Šumavě)
Jistebník (německy Stömnitz) je částečně zaniklá ves na území obce Rožmitál na Šumavě v okrese Český Krumlov.

## Historie
První písemná zmínka o této vsi pochází z roku 1375. V roce 1930 zde stálo 20 domů a žilo zde 113 obyvatel. Jistebník byl osadou tehdejší obce Čeřín a patřil do římskokatolické farnosti Zátoň. V letech 1938 až 1945 byl v důsledku uzavření Mnichovské dohody přičleněn k nacistickému Německu. V roce 1950 byl osadou obce Rožmitál na Šumavě, v dalších letech se stal součástí Čeřína.